# 滿浦機場
滿浦機場（朝鲜语：／ Manpo Konghang */?）是一座位於朝鮮民主主義人民共和國慈江道滿浦市的機場，其主要為朝鮮人民軍空軍所使用，其民航業務僅有國營之高麗航空提供的少數國內線航班。

## 航点
| 航空公司 | 目的地 |
| -------- | ------ |
| 高麗航空 | 平壤   |